# Erebia ina
Erebia ina är en fjärilsart som beskrevs av Peter H. Roos och Arnscheid 1977. Erebia ina ingår i släktet Erebia och familjen praktfjärilar. Inga underarter finns listade i Catalogue of Life.